# مارك ألبرايتون
مارك ألبريتون (بالإنجليزية: Marc Albrighton) (مواليد 18 نوفمبر 1989 في تاموورث - إنجلترا) لاعب كرة قدم إنجليزي يلعب في مركز الجناح الأيمن .

## روابط خارجية
- مارك ألبرايتون على موقع الاتحاد الأوربي (الإنجليزية)
- مارك ألبرايتون على موقع قاعدة بيانات كرة القدم.إي يو (الإنجليزية)
- مارك ألبرايتون على موقع Soccerbase.com (لاعب) (الإنجليزية)
- مارك ألبرايتون على موقع Soccerway.com (الإنجليزية)
- مارك ألبرايتون على موقع عالم كرة القدم.نت (الإنجليزية)
- مارك ألبرايتون على موقع كووورة
- مارك ألبرايتون على موقع AS.com (الإسبانية)